# Bystry Potok (dopływ Osówki)
Bystry Potok (do 1945 niem. Springbach) – potok w północno-zachodniej Polsce, w województwie zachodniopomorskim, w granicach administracyjnych Szczecina, na Wzgórzach Warszewskich. Stanowi prawy dopływ Osówki. Ma długość ok. 1,1 km.
Źródła Bystrego Potoku znajdują się na wysokości ponad 120 m n.p.m., w okolicach Podbórza, w północnej części szczecińskiego osiedla Warszewo. Potok płynie głębokim jarem w kierunku zachodnim, uchodzi do Osówki przed mostkiem, po którym przebiega czerwony szlak „Ścieżkami Dzików” w kierunku Lisiej Góry.
W lipcu 2024 grupa wolontariuszy z Pomorskiego Towarzystwa Historycznego oraz mieszkańców Warszewa zebrana z inspiracji szczecińskiego regionalisty Marka Łuczaka odtworzyła ponad 100-letnią zabudowę źródliska odbudowując koło wodne oraz platformę widokową wraz z ławeczkami w najatrakcyjniejszych miejscach wokół jaru. 

## Galeria

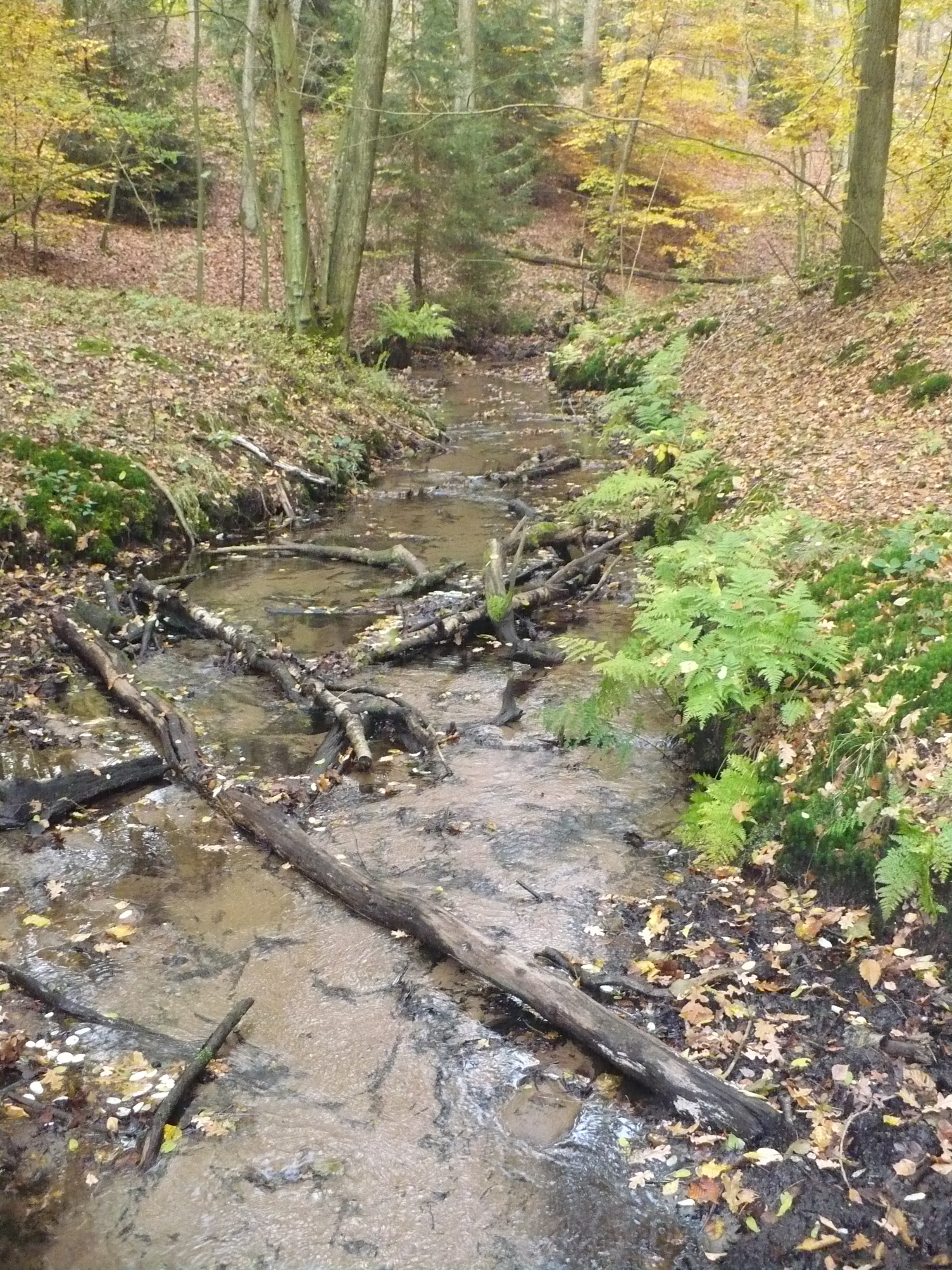
Bystry Potok 100 m przed ujściem do Osówki
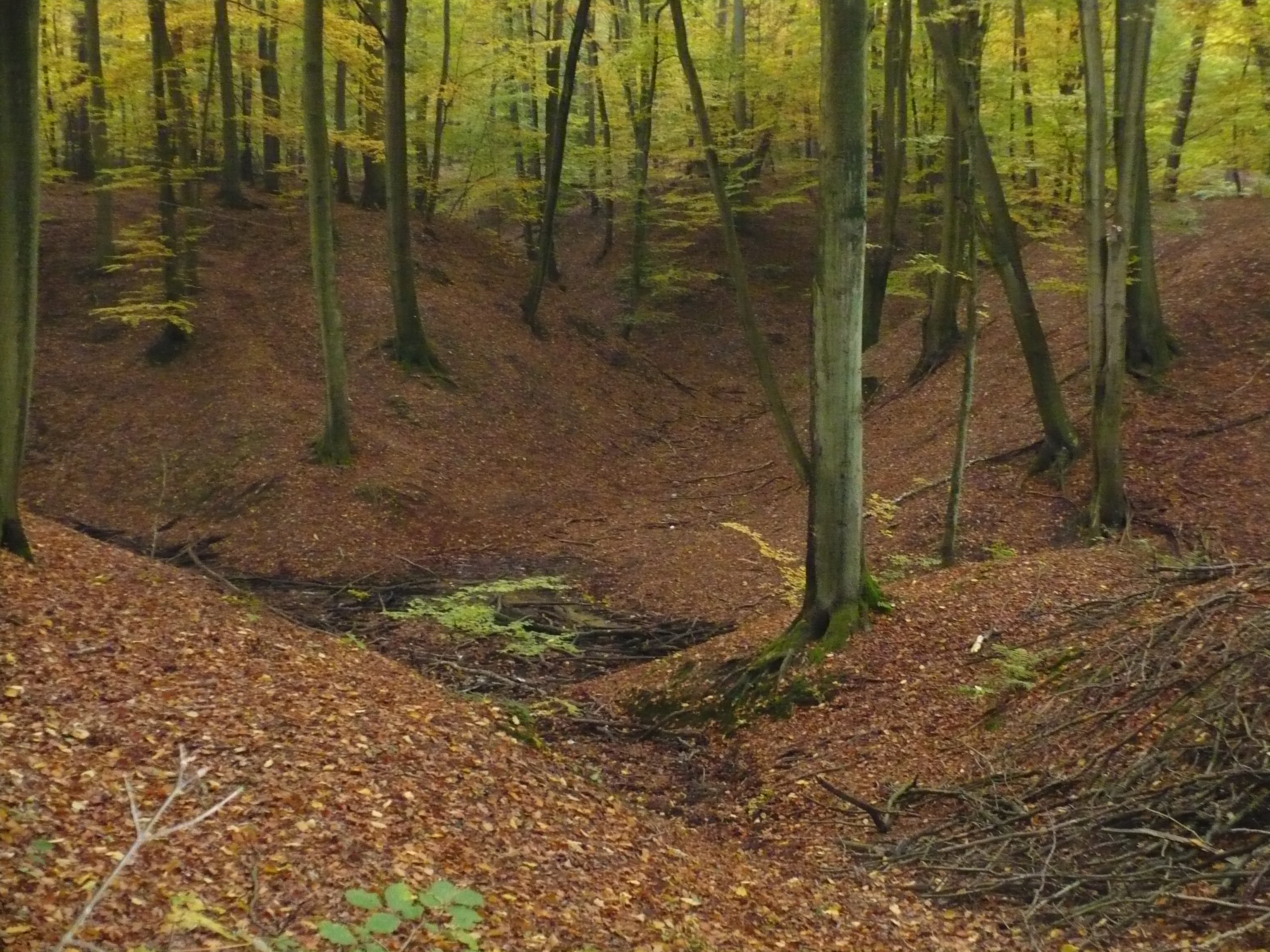
Źródlisko Bystrego Potoku